# Lilophaea
Lilophaea là một chi bọ cánh cứng trong họ Chrysomelidae.
Chi này được miêu tả khoa học năm 1958 bởi Bechyne.

## Các loài
Các loài trong chi này gồm:
- Lilophaea auspicialis Bechyne, 1997
- Lilophaea cartayai Bechyne, 1997